# 64e cérémonie des British Academy Film Awards
Pour la cérémonie des BAFTAs récompensant la télévision, voir la 58e cérémonie des British Academy Television Awards.
La 64e cérémonie des British Academy Film Awards, organisée par la British Academy of Film and Television Arts, s'est déroulée le 13 février 2011 au Royal Opera House et a récompensé les films sortis en 2010.
Les nominations ont été annoncées le 18 janvier 2011.

## Palmarès

### Meilleur film
- Le Discours d'un roi (The King's Speech)
  - Black Swan
  - Inception
  - The Social Network
  - True Grit

### Meilleur film britannique
Alexander Korda Award
- Le Discours d'un roi (The King's Speech)
  - 127 heures (127 Hours)
  - Another Year
  - We Are Four Lions (Four Lions)
  - We Want Sex Equality (Made in Dagenham)

### Meilleur réalisateur
- David Fincher pour The Social Network
  - Danny Boyle pour 127 heures (127 Hours)
  - Darren Aronofsky pour Black Swan
  - Tom Hooper pour Le Discours d'un roi (The King's Speech)
  - Christopher Nolan pour Inception

### Meilleur acteur
- Colin Firth pour le rôle du roi George VI dans Le Discours d'un roi (The King's Speech)
  - Javier Bardem pour le rôle d'Uxbal dans Biutiful
  - Jeff Bridges pour le rôle du Marshal Reuben J. Cogburn dans True Grit
  - Jesse Eisenberg pour le rôle de Mark Zuckerberg dans The Social Network
  - James Franco pour le rôle d'Aron Ralston dans 127 heures (127 Hours)

### Meilleure actrice
- Natalie Portman pour le rôle de Nina dans Black Swan
  - Annette Bening pour le rôle de Nic dans Tout va bien, The Kids Are All Right (The Kids Are All Right)
  - Julianne Moore pour le rôle de Jules dans Tout va bien, The Kids Are All Right (The Kids Are All Right)
  - Noomi Rapace pour le rôle de Lisbeth Salander dans Millénium (Män som hatar kvinnor)
  - Hailee Steinfeld pour le rôle de Mattie Ross dans True Grit

### Meilleur acteur dans un second rôle
- Geoffrey Rush pour le rôle de Lionel Logue dans Le Discours d'un roi (The King's Speech)
  - Christian Bale pour le rôle de Dickie Eklund dans Fighter (The Fighter)
  - Andrew Garfield pour le rôle d'Eduardo Saverin dans The Social Network
  - Pete Postlethwaite pour le rôle de Fergus "Fergie" Colm dans The Town
  - Mark Ruffalo pour le rôle de Paul dans Tout va bien, The Kids Are All Right (The Kids Are All Right)

### Meilleure actrice dans un second rôle
- Helena Bonham Carter pour le rôle de Elizabeth Bowes-Lyon dans Le Discours d'un roi (The King's Speech)
  - Amy Adams pour le rôle de Charlene Fleming dans Fighter (The Fighter)
  - Barbara Hershey pour le rôle d'Erica Sayers dans Black Swan
  - Lesley Manville pour le rôle de Mary dans Another Year
  - Miranda Richardson pour le rôle de Barbara Castle dans We Want Sex Equality (Made in Dagenham)

### Meilleur scénario original
- Le Discours d'un roi (The King's Speech) – David Seidler
  - Black Swan – Mark Heyman, Andrés Heinz et John McLaughlin
  - Fighter (The Fighter) – Scott Silver, Paul Tamasy et Eric Johnson
  - Inception – Christopher Nolan
  - Tout va bien, The Kids Are All Right (The Kids Are All Right) – Lisa Cholodenko et Stuart Blumberg

### Meilleur scénario adapté
- The Social Network – Aaron Sorkin
  - 127 heures (127 Hours) – Danny Boyle et Simon Beaufoy
  - Millénium (Män som hatar kvinnor) – Nikolaj Arcel et Rasmus Heisterberg
  - Toy Story 3 – Michael Arndt
  - True Grit – Joel et Ethan Coen

### Meilleure direction artistique
- Inception – Guy Hendrix Dyas, Larry Dias et Doug Mowat
  - Alice au pays des merveilles (Alice in Wonderland) – Robert Stromberg et Karen O’Hara
  - Black Swan – Thérèse DePrez et Tora Peterson
  - Le Discours d'un roi (The King's Speech) – Eve Stewart et Judy Farr
  - True Grit – Jess Gonchor (en) et Nancy Haigh

### Meilleurs costumes
- Alice au pays des merveilles (Alice in Wonderland)
  - Black Swan
  - Le Discours d'un roi (The King's Speech)
  - We Want Sex Equality (Made in Dagenham)
  - True Grit

### Meilleurs maquillages et coiffures
- Alice au pays des merveilles (Alice in Wonderland)
  - Black Swan
  - Harry Potter et les Reliques de la Mort – 1re partie (Harry Potter and the Deathly Hallows Part 1)
  - Le Discours d'un roi (The King's Speech)
  - We Want Sex Equality (Made in Dagenham)

### Meilleure photographie
- True Grit – Roger Deakins
  - 127 heures (127 Hours) – Anthony Dod Mantle et Enrique Chediak (en)
  - Black Swan – Matthew Libatique
  - Inception – Wally Pfister
  - Le Discours d'un roi (The King's Speech) – Danny Cohen

### Meilleur montage
- The Social Network – Kirk Baxter
  - 127 heures (127 Hours) – Jon Harris
  - Black Swan – Andrew Weisblum
  - Inception – Lee Smith
  - Le Discours d'un roi (The King's Speech) – Tariq Anwar

### Meilleur son
- Inception
  - 127 heures (127 Hours) – Douglas Cameron, Glenn Freemantle, Steven C. Laneri, Richard Pryke et Ian Tapp
  - Black Swan
  - Le Discours d'un roi (The King's Speech)
  - True Grit

### Meilleurs effets visuels
- Inception
  - Alice au pays des merveilles (Alice in Wonderland)
  - Black Swan
  - Harry Potter et les Reliques de la Mort – 1re partie (Harry Potter and the Deathly Hallows Part 1)
  - Toy Story 3

### Meilleure musique de film
Anthony Asquith Award
- Le Discours d'un roi (The King's Speech) – Alexandre Desplat
  - 127 heures (127 Hours) – A. R. Rahman
  - Alice au pays des merveilles (Alice in Wonderland) – Danny Elfman
  - Dragons (How To Train Your Dragon) – John Powell
  - Inception – Hans Zimmer

### Meilleur film en langue étrangère
- Millénium (Män som hatar kvinnor) •  Suède (en suédois)
  - Amore (Io sono l'Amore) •  Italie (en italien)
  - Biutiful •  Mexique/ Espagne (en espagnol)
  - Dans ses yeux (El secreto de sus ojos) •  Argentine (en espagnol)
  - Des hommes et des dieux •  France (en français)

### Meilleur film d'animation
- Toy Story 3
  - Dragons (How To Train Your Dragon)
  - Moi, moche et méchant (Despicable Me)

### Meilleur court-métrage
- Until The River Runs Red – Paul Wright et Poss Kondeatis
  - Connect – Samuel Abrahams et Beau Gordon
  - Lin – Piers Thompson et Simon Hessel
  - Rite – Michael Pearce et Ross McKenzie
  - Turning – Karni Arieli, Saul Freed, Alison Sterling et Kat Armour-Brown

### Meilleur court-métrage d'animation
- The Eagleman Stag – Michael Please
  - Matter Fisher – David Prosser
  - Thursday – Matthias Hoegg

### Meilleur nouveau scénariste, réalisateur ou producteur britannique
- Chris Morris (réalisateur/scénariste) – We Are Four Lions (Four Lions)
  - Clio Barnard (réalisateur) et Tracy O’Riordan (producteur) – The Arbor
  - Banksy (réalisateur) et Jaimie D’Cruz (producteur) – Faites le mur ! (Exit Through the Gift Shop)
  - Gareth Edwards (réalisateur/scénariste) – Monsters
  - Nick Whitfield (réalisateur/scénariste) – Skeletons

### Meilleure contribution au cinéma britannique
- La série des films Harry Potter.

### Orange Rising Star Award
Meilleur espoir. Résulte d'un vote du public.
- Tom Hardy – Inception
  - Gemma Arterton – Tamara Drewe
  - Andrew Garfield – The Social Network
  - Aaron Johnson – Kick-Ass et Chatroom
  - Emma Stone – Easy A

### Fellowship Award
Prix d'honneur de la BAFTA, récompense la réussite dans les différentes formes du cinéma.
- Sir Christopher Lee
- Trevor McDonald
- Peter Molyneux

## Récompenses et nominations multiples

### Nominations multiples

#### Films
14  : Le Discours d'un roi
 12  : Black Swan
 10  : Inception
 8  : 127 heures, True Grit
 6  : The Social Network
 5  : Alice au pays des merveilles
 4  : Tout va bien, The Kids Are All Right, We Want Sex Equality
 3  : Fighter, Millénium, Toy Story 3
 2  : Another Year, Biutiful, Dragons (How To Train Your Dragon), Harry Potter et les Reliques de la Mort – 1re partie, We Are Four Lions

#### Personnalités
2 : Danny Boyle, Andrew Garfield, Christopher Nolan

### Récompenses multiples
Légende : Nombre de récompenses / Nombre de nominations

#### Films
7 / 14  : Le Discours d'un roi
 4 / 10  : Inception
 3 / 6  : The Social Network
 2 / 5  : Alice au pays des merveilles

#### Personnalités
1 / 2  : Andrew Garfield (Meilleur espoir pour The Social Network)

### Les grands perdants
0 / 8  : 127 heures
 1 / 12  : Black Swan
 1 / 8  : True Grit